# XVII Liceum Ogólnokształcące im. Andrzeja Frycza Modrzewskiego w Warszawie

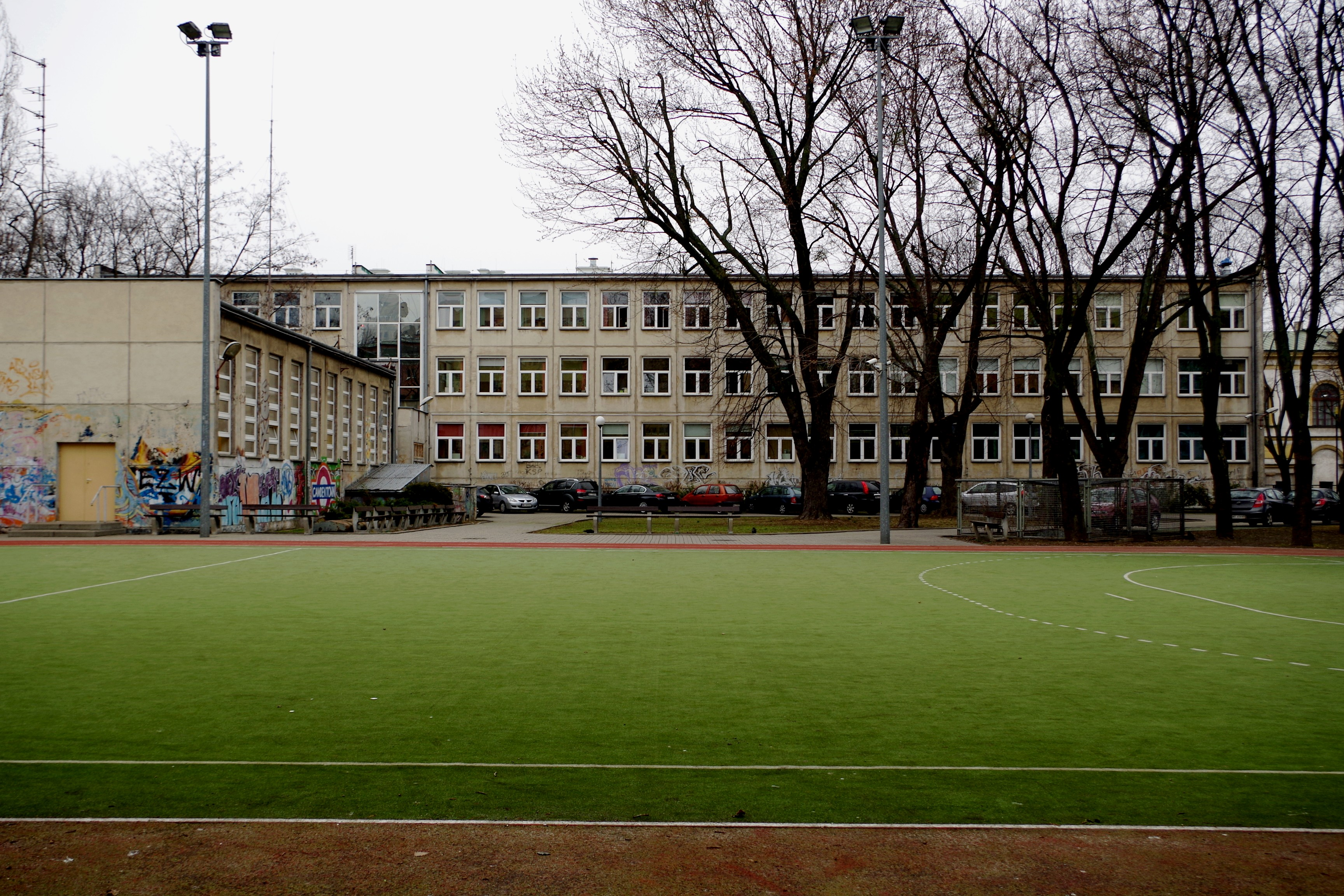
Widok na budynek szkoły od strony boiska (2016)

XVII Liceum Ogólnokształcące z Oddziałami Dwujęzycznymi im. Andrzeja Frycza Modrzewskiego w Warszawie – publiczne liceum ogólnokształcące znajdujące się w Warszawie w dzielnicy Śródmieście, przy ul. Elektoralnej 5/7.

## Kalendarium
9 marca 1959 Wmurowanie kamienia węgielnego. Szkoła wybudowana została ze składek pracowników zakładów i instytucji oraz mieszkańców Śródmieścia Warszawy. Była to pierwsza szkoła w stolicy zbudowana dla uczczenia 1000-lecia Państwa Polskiego (pierwsza Szkoła Tysiąclecia tzw. tysiąclatka).
28 czerwca 1960 Uroczyste otwarcie szkoły i nadanie jej imienia Andrzeja Frycza-Modrzewskiego.
1961–68 Liceum zostało „szkołą ćwiczeń” Uniwersytetu Warszawskiego. Prowadzony jest szereg badań i eksperymentów dydaktycznych pod kierunkiem profesora Czesława Kupisiewicza.
23 września 1962 Szkoła otrzymuje sztandar ze składek zakładów opiekuńczych, nauczycieli, rodziców i młodzieży. Hymn dla szkoły napisał Stanisław Dobrowolski, a muzykę opracował M. Radzik.
1965/66 Szkoła wchodzi w skład zespołu szkół polskich stowarzyszonych w UNESCO. Szkołą kieruje tzw. zespół kierowniczy, złożony z dyrekcji i przedstawicieli Rady Pedagogicznej oraz organizacji działających w Szkole. Powstają też nauczycielskie zespoły przedmiotowe, dbające o jednolity poziom nauczania we wszystkich klasach.
1969/70 Wprowadzono klasy profilowane oraz zajęcia fakultatywne w IV klasach. Dyrekcja wprowadza eksperymentalnie tzw. zróżnicowaną ocenę ze sprawowania.
1971/72 Powołany zostaje tzw. zespół wychowawczy (wychowawcy, lekarze, psycholog, rodzice) do współpracy z dyrekcją.
1974/75 Powstaje szkolny zespół muzyczny.
1975/76 Wprowadzono nauczanie elementów informatyki w klasach matematyczno-fizycznych.
1976/77 Wprowadzono wewnątrzszkolny konkurs wiedzy o kulturze antycznej dla klas pierwszych. Dla różnych poziomów klas przeprowadzano też konkursy: matematyczny, fizyczny, języka rosyjskiego. Urządzono pracownie humanistyczne: języka polskiego, historii i języków obcych.
1978/79 Wprowadzono naukę maszynopisania w ramach zajęć technicznych.
1979/80 Wprowadzono kursy prawa jazdy w klasie III. Zorganizowano konkurs na najlepszą klasę wypracowując kryteria oceny z udziałem i przy akceptacji młodzieży.
1980/81 Powstało szkolne koło nowego związku zawodowego „Solidarności”.
1982/83 W okresie egzaminów maturalnych został śmiertelnie pobity przez funkcjonariuszy MO uczeń tej szkoły, Grzegorz Przemyk. W pogrzebie, który stał się manifestacją, uczestniczyła również społeczność szkolna. W ostatniej drodze towarzyszyli zamordowanemu m.in. matka – Barbara Sadowska i ks. Jerzy Popiełuszko.
1984/85 Rozpoczęto urządzanie pracowni komputerowej. Uruchomiono laboratorium do nauczania języków obcych.
1986/87 Powstał klub dyskusyjny uczniów szkoły „Siedemnastka”.
1987–89 Wydawano „Siedemnastkę” – podziemne pismo uczniów XVII LO im. A. Frycza Modrzewskiego.
1990/91 Powstały pierwsze klasy autorskie.
1992 Rozpoczął się remont szkoły.
1992/93 Cztery nowo przyjęte klasy miały profil autorski. Do ich programu włączono obóz integracyjny.
1992/94 Wydawano gazetkę szkolną „Frytczak”.
1993/94 Klasy pierwsze – autorskie zaczynają jeździć na wycieczkę „Szlakiem Pierwszych Piastów”; w klasach drugich wprowadzono nowy przedmiot „przedsiębiorczość” – pod patronatem Fundacji im. Stefana Batorego. Nawiązano współpracę z Mazowieckim Obserwatorium Geograficznym w Murzynowie.
1994 Wydawano gazetkę szkolną „Frytki”.
1994/95 Przyjęto uczniów do klasy dwujęzycznej: polsko-niemieckiej o 5-letnim cyklu nauczania. Realizowano przedmiot wiedza o ekonomii i prawie.
1995/96 Wydawano „Kielce” – szkolną gazetę spontaniczną dadaistyczno-kauzalistyczną.
1995/98 Uczniowie niemieckojęzyczni zaczęli uczestniczyć w wymianach zagranicznych z uczniami m.in. z takich miast jak: Akwizgran, Bretten, Berlin, Denzlingen, Dortmund, Kassel.
1995/96 Uruchomiono nowoczesne laboratorium językowe, zmienił się wystrój pokoju nauczycielskiego.
1998/99 Uczniowie klas dwujęzycznych po raz pierwszy przystąpili do językowego egzaminu DSD II.
2001/2002 W związku z reformą systemu oświaty nie przeprowadzono naboru do klas pierwszych. Wydano pierwszy numer gazetki szkolnej „Modrzewiak”. Powstała strona internetowa szkoły oraz radiowęzeł. W styczniu odbyło się spotkanie uczniów i nauczycieli z księdzem Janem Twardowskim. W maju część uczniów przystąpiła do Nowej Matury – pomostowej.
2002/2003 Przyjęto pierwszy rocznik absolwentów gimnazjów. Do szkoły uczęszczają pierwsi uczniowie liceum trzyletniego oraz uczniowie kończący liceum czteroletnie. 14 maja uroczyście odsłonięto tablicę upamiętniającą 20. rocznicę śmierci Grzegorza Przemyka.
2003/2004 500. rocznica urodzin Andrzeja Frycza Modrzewskiego. Dzień Modrzewiaka obchodzono w Wolborzu.
2004/2005 Do Nowej Matury przystąpił pierwszy rocznik absolwentów. Absolwenci czteroletniego liceum zdawali egzamin dojrzałości po raz ostatni.
2005/2006 14 października uroczyście obchodzono jubileusz 45-lecia szkoły. Z okazji 25 rocznicy powstania „Solidarności” w listopadzie odbyło się w szkole spotkanie uczniów i nauczycieli z uczestnikami tamtych wydarzeń: marszałkiem Senatu Bogdanem Borusewiczem, wicemarszałkiem Sejmu Bronisławem Komorowskim, panią Bożeną Grzywaczewską, panem Mirosławem Chojeckim oraz o. Maciejem Ziębą.
2006/2007 16 marca delegacja uczniów klas dwujęzycznych uczestniczyła w wykładzie Kanclerz Niemiec Angeli Merkel na temat wspólnej przyszłości Europy. Wykład odbył się w Auditorium Maximum Uniwersytetu Warszawskiego.
2007/2008 Przeprowadzono intensywne prace budowlano-remontowe, które objęły wymianę nawierzchni boiska, chodników, bramy wjazdowej i ogrodzenia terenu szkoły oraz rekultywację zieleni. 16 maja w szkole odbył się wieczór poezji Grzegorza Przemyka i jego matki Barbary Sadowskiej.
2008/2009 Z okazji 20 rocznicy obrad Okrągłego Stołu i pierwszych wolnych wyborów w Polsce, 3 kwietnia odbyło się w szkole spotkanie uczniów i nauczycieli z premierem Tadeuszem Mazowieckim.
2009/2010 Od 8 do 10 listopada delegacja uczniów klas maturalnych przebywała w Berlinie, gdzie brała udział w obchodach 20. rocznicy obalenia muru berlińskiego. Na maturę wrócił obowiązkowy egzamin pisemny z matematyki.
2010/2011 Od 23 do 25 września uroczyście obchodzono jubileusz 50-lecia szkoły.

## Absolwenci
- Paweł Sołtys (2000–2003)
- Grzegorz Drojewski (1998–2002)
- Sławomir Sierakowski (1994–1998)
- Tomasz Lew Leśniak (1992–1996)
- Tomasz Terlikowski (1989–1993)
- Michał Wojnarowski (1986–1990)
- Michał Bukowski (1986–1990)
- Katarzyna Skrzynecka (1985–1989)
- Marta Boberska (1985–1989)
- Kazimierz Ginter (1983–1987)
- Grzegorz Przemyk (1979–1983)
- Wojciech Cejrowski (1979–1983)
- Sławomir Makaruk (1978–1982)
- Janusz Grudziński (1976–1980)
- Jerzy Pomianowski (1975–1979)
- Andrzej Morozowski (matura 1976)
- Wanda Nowicka (matura 1975)
- Krzysztof Jacek Hinz (1970–1974)
- Daria Trafankowska (1969–1973)
- Renata Berger (1969–1973)
- Marek Safjan (1963–1967)
- Piotr Górecki (1972–1976)[2]

Uczniami szkoły byli również:
- Zbigniew Hołdys (pierwsze 2 lata)

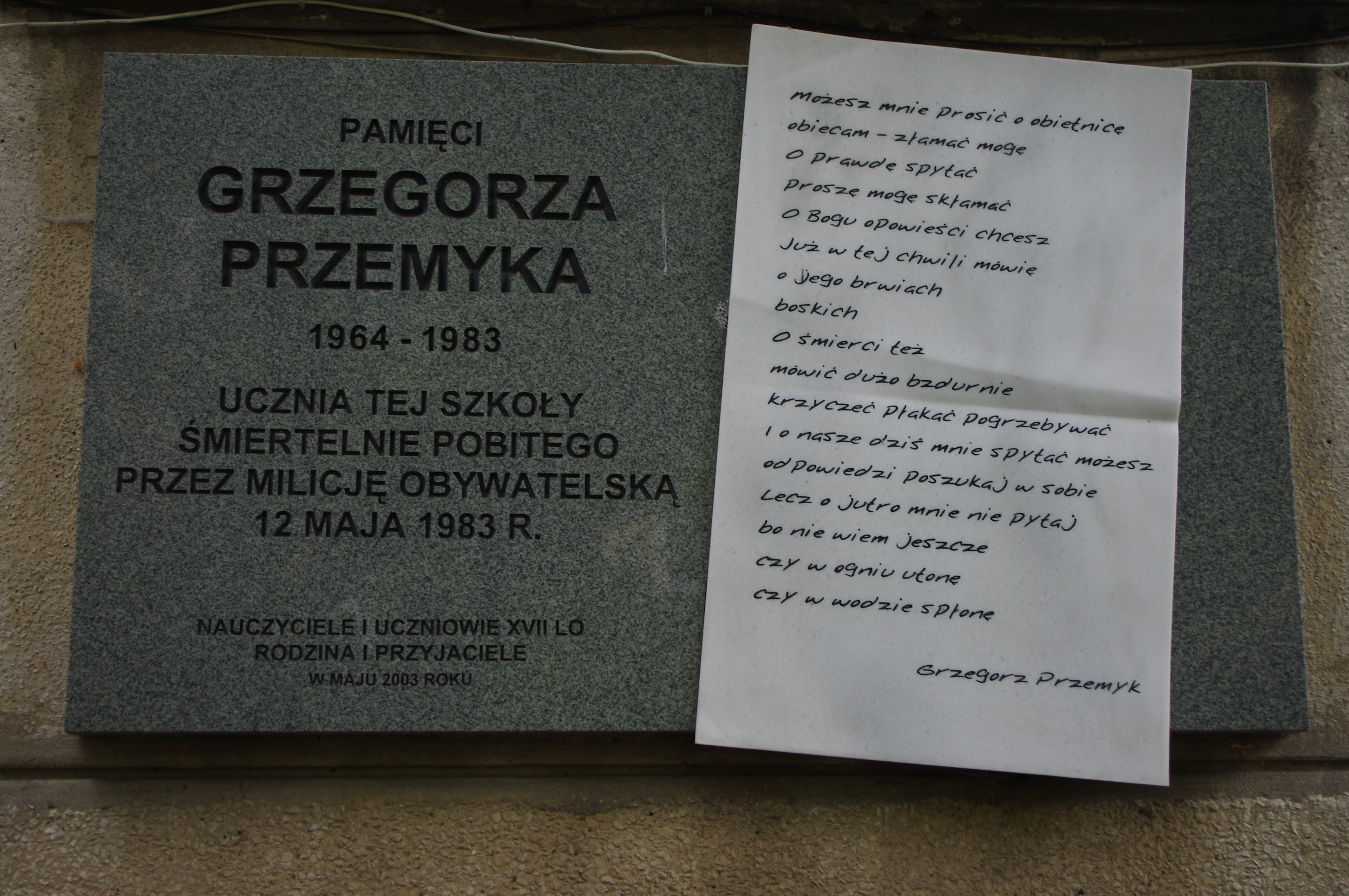
Tablica upamiętniająca Grzegorza Przemyka na budynku liceum, odsłoniętą w jego 20. rocznicę śmierci. Na tablicy zamieszczono jego wiersz Gra w szczerość z tomiku Oko

- Antoni Macierewicz (matura w innym liceum)

## Dyrektorzy
- Włodzimierz Hajdrych (1960–1969)
- Maria Teresa Mazur (1969–1973)
- Izabela Awadziun (1973–1974)
- Teresa Stryjek (1974–1985)
- Witold Kaliński (1985–1987)
- Ewa Marczuk (1987–1991)
- Andrzej Korzyb (1991–2001)
- Dorota Rakowska (2001)
- Piotr Golinowski (2001–)[3]

## Znani nauczyciele
- Wojciech Dąbrowski[4]
- Przemysław Gintrowski[5]
- Jarosław Klejnocki[5]

## Miejsce w rankingach
Miejsce w rankingu miesięcznika „Perspektywy” (licea warszawskie)
- 2024 – 13
- 2023 – 12
- 2022 – 13
- 2021 – 11
- 2020 – 15
- 2019 – 15
- 2018 – 12
- 2017 – 13
- 2016 – 15
- 2015 – 15
- 2014 – 17
- 2013 – 15
- 2012 – 13
- 2011 – 12
- 2010 – 13
- 2009 – 11
- 2008 – 12
- 2007 – 9
- 2006 – 8
- 2005 – 13
- 2004 – 8
- 2003 – 13
- 2002 – 8
- 2001 – 10